# 城市論壇

城市論壇2005-2010年開場畫面

《城市論壇》（英語：City Forum）是香港電台電視部所製作的一個讨论民生問題、文化教育、財經和法制等议题的直播時事論壇節目，於1980年4月13日啟播，每集約45分鐘。節目形式類似英國倫敦海德公園的時事辯論會。逢週日，《城市論壇》主要於銅鑼灣維多利亞公園內舉行，並透過電視和电台直播，亦曾在其他地方舉行例如金紫荊廣場、尖東百週年紀念公園、賈炳達道公園（即原來的九龍城寨）等。
節目每次均會邀請一些專業人士、香港立法會議員及香港特別行政區政府官員討論社會關注的政治、民生等議題，並讓現場觀眾的市民發表意見。
《城市論壇》自1980年啟播以來均在無綫電視翡翠台播映，惟自2016年9月18日起，無綫主動提出停播該節目，因此，隨著翡翠台取消直播該節目及改為重播自製節目，《城市論壇》僅於港台電視31同步直播，有前主持人對有關安排感可惜。
2021年9月上旬，原定該月中旬復播的《城市論壇》計劃被取消，至此2021年7月18日中午在廣播道香港電台電視大廈錄影廠直播之節目成為該節目的最後一集。

## 歷史
《城市論壇》節目概念源於英國倫敦海德公園的「演說者之角」（Speakers' Corner），該處特色是逢星期日都會有市民公開演講。
當時提議在維多利亞公園製作同類節目的為香港首名華人廣播處長張敏儀。不過建議提出後遭到警務處處長反對，指有可能會引發暴亂。為成功說服政府，香港電台特意邀請演員錄製一節樣本片段，交給時任新聞處長霍德及布政司夏鼎基參考，最終成功說服政府批准製作。

## 節目改版
2010年9月，《城市論壇》進行改版，採用新的片頭、主題曲編曲、背景等。全新的嘉賓圓枱設計，則可讓鏡頭拍攝講者的同時拍攝到背後現場觀眾舉牌表達訴求，並讓電視觀眾感受現場直播氣氛。此外，節目加入新的討論話題，每月第一個星期設定一個特定議題，將一些重要，但尚未具時效性的議題，呈現在觀眾眼前，讓市民共同討論。節目亦計劃定時到社區巡迴舉行。新季度主要以各大專院校為試點；並會加強聯絡院校、學術團體及民間智庫，邀請他們參與現場討論。

## 事件

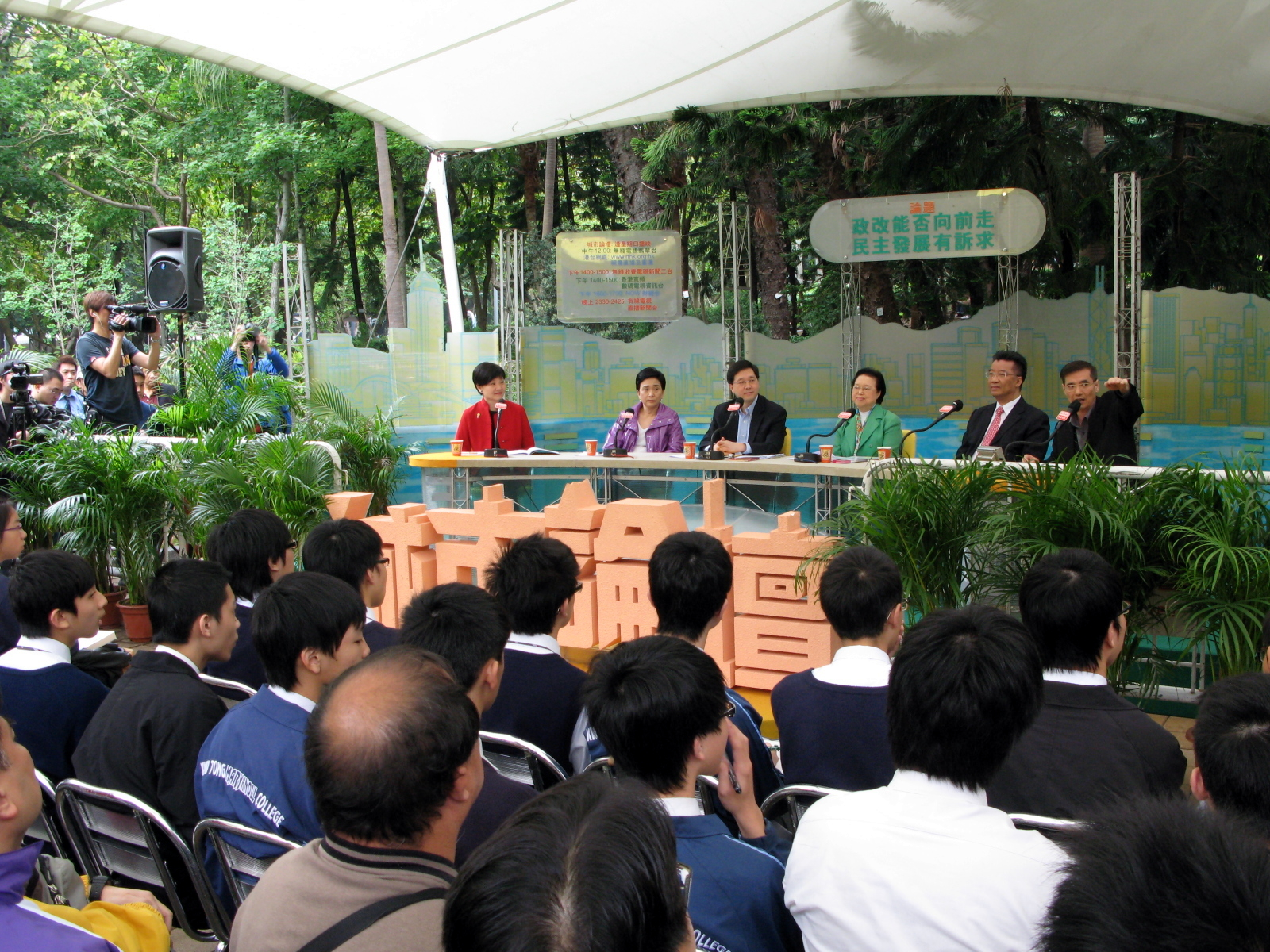
於2010年4月18日举办的城市論壇，当时的议题为：“政改能否向前走 民主發展有訴求”。

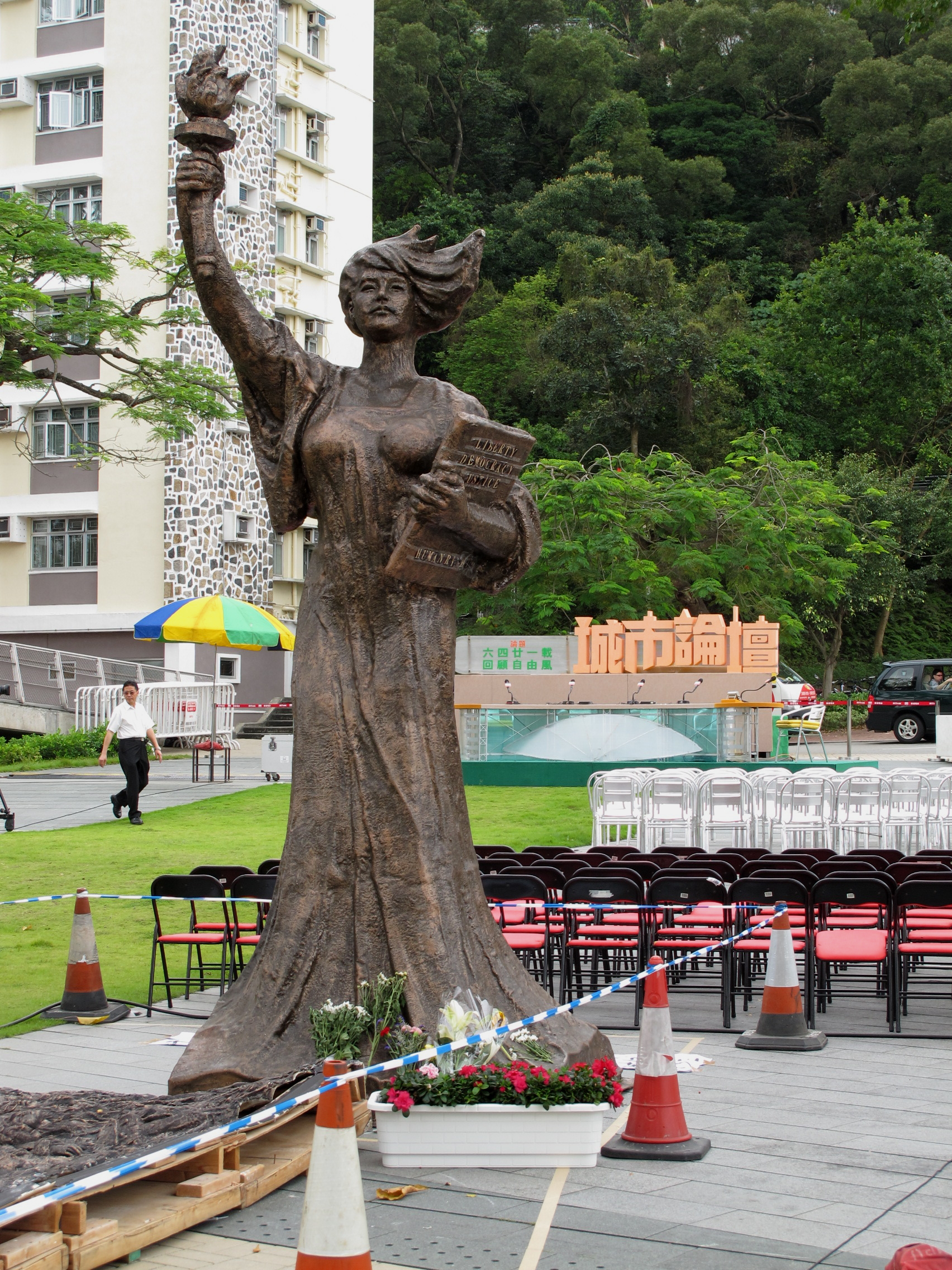
2010年6月6日在香港中文大學举办的城市論壇

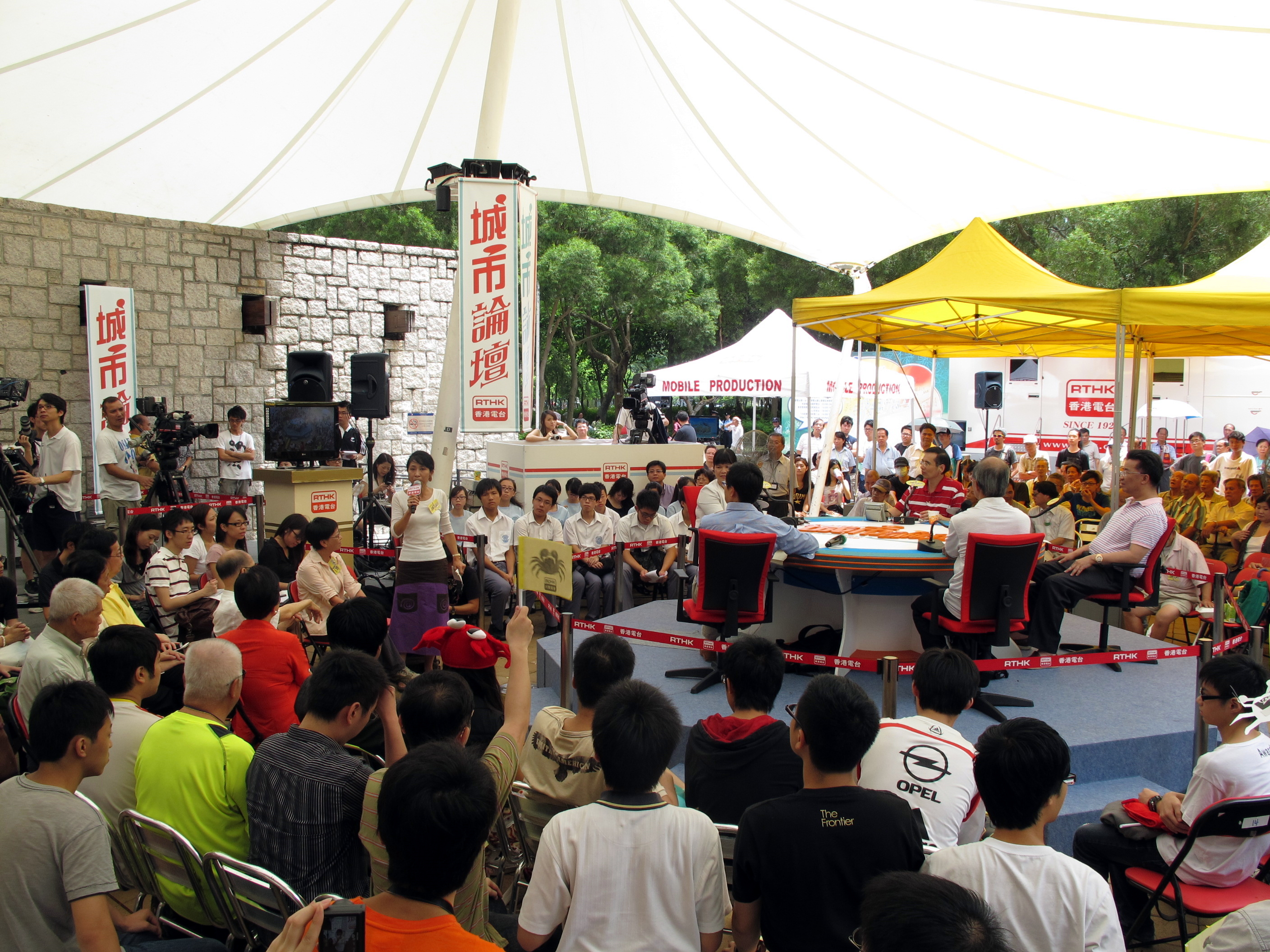
城市論壇於2010年9月起進行改版，採用了新的佈景設計及新器材拍攝

1980年4月13日，《城市論壇》首播，由吳明林主持，於維多利亞公園之大凉亭設立公眾討論平台，是香港第一個現場直播、不刪剪的時事評論節目。
1984年9月30日，議題是《中英聯合聲明》，譚惠珠首次現身討論。
1989年6月5日，就著6月4日北京政府鎮壓示威者，設題目為「學運對香港前途的意義」。
上世紀九十代年開始，有些年長人仕會在論壇上大聲呼叫向民主派議員抗議，並不時夾雜粗言穢語辱罵，他們就是香港人口中常說的「維園阿伯」。香港電台公共事務組總監張國良憶述，大罵民主派議員的維園阿伯大約於1989年六四事件之後出現，此後聲音愈來愈大。
2007年7月29日，就皇后碼頭的去留問題，把論壇移師至皇后碼頭舉行。

### 2009年
2009年開始，除了一班「維園阿伯」圍攻民主派外，多了一班年輕的人反攻建制派，更被稱為「維園阿哥」，經過幾次後，建制派立法會議員聲言不再出席該節目。過往「維園阿伯」對民主派的指罵亦甚激烈，除了用擴音器，也試過圍堵港台接載嘉賓的車輛，用手杖打車身，但民主派議員未有提出過杯葛《城市論壇》。
6月21日，就正生書院遷校問題，節目移師至書院內舉行，為首個在離島區舉行的論壇。
7月5日，建制派立法會議員詹培忠於本節目中不滿發言被台下的任亮憲、社民連成員及另一嘉賓立法會議員黃毓民打斷，中途離場抗議，这是節目近30年來首次有嘉賓離場抗議。

### 2010年
1月10日，民建聯成員陳克勤因當選後一句「搓 Our breast」（搓我們的胸部）成為全城笑柄，在節目直播時被人擲胸圍。
3月21日，張宇人因「最低工資應是20港元」言論，被頭戴豬面具之男子投擲20港元紙幣抗議。
5月23日，節目改用16:9技術製作。
9月5日，節目30周年紀念，合共約1,400集，成為香港目前最長壽的時事討論節目。

### 2012年
4月1日，一個自稱黑社會成員的男性「龍心」（原名林克霖，後被稱為維園霆鋒）在台下發言，因對話包含黑社會言論被主持人勸止及驅趕離場。
7月15日，學民思潮召集人黃之鋒除了指出國民教育科教材有問題外，在發言尾段，他追問同場出席論壇的教師余綺華是否如早前報導所指打算參加立法會教育界功能組别選舉，黃之鋒要她表明立場，余激動拍枱並高聲反駁「咁等我參選咗你先同我講啦（那等我參選了你再跟我說了）！」，黃其後指希望老師不要以拍枱的方式來教育他；之後要由在席的另一名教師吳美蘭發言以打斷兩人。

### 2014年
7月6日，社民連主席梁國雄出獄後翌日出席《城市論壇》，節目播映前與保衛香港運動女成員郭綺華發生肢體衝突，此前亦與一些維園阿伯之口角；郭其後被裁定襲擊罪名成立，罰款$3,000。
7月13日，一名中年商人在節目初段衝上嘉賓桌示威，嘉賓桌及桌上的凸字裝飾出現損毀。該商人其後被栽定刑事毀壞罪名成立，罰款$1,000及向政府賠償$4,300。

### 2015年
4月12日，為慶祝《城市論壇》35周年，當日在維多利亞公園舉辦特備節目《城市論壇35周年》，於港台電視31在10:30-11:30直播，並邀得多位《城市論壇》前主持以及多位政黨代表、社福界人士、新聞工作者和時事熱話人物蒞臨慶賀城市論壇35歲生辰。
8月27日，《蘋果日報》透露指謝志峰將於今年10月31日後不再擔任《城市論壇》主持，《蘋果日報》質疑港台是否有政治目的，最終今年9月復播後由港台記者蘇敬恆主持，謝志峰則轉為幕後監製。

### 2016年
6月19日，有一名戴白色帽的中年男子在《城市論壇》播放期間，公然以粗言穢語辱罵正在發言的學生，結果遭主持人勒令離場。
10月30日，小麗民主教室創辦人劉小麗在《城市論壇》第二節前的中途休息時被台下一名戴藍色帽的觀眾用鞋掟中手和心口位置。該觀衆最後被驅離場，其後被指是保衛香港運動之成員。

### 2018年
4月29日，《城市論壇》進入第三節，當中還有剩下的台下觀眾發言時間，有一名男子在發言期間，因不滿發展郊野公園而使用粗言穢語辱罵房委會土地供應專責小組主席黃遠輝，結果被主持人勒令離場。
12月22日，曾於2012年在《城市論壇》上自稱黑社會的「龍心」林克霖，再在節目直播現場搗亂，並爬上嘉賓席後的樹上播放國歌，最後在主持人勸告後返回地面。一星期後，他第三度在直播現場外生事，以擴音器向嘉賓席播放《包青天》主題曲，最後被警員截查。

### 2020年
因應2019冠狀病毒病疫情，為減少人口聚集，《城市論壇》由2月2日起不設現場觀眾，並把地點移師至廣播道香港電台電視大廈的錄影廠。另外設有電話專線，家庭觀眾可於星期日上午11時至下午1時致電，接通者會以WhatsApp視像通話發表意見。「限聚令」放寬後，論壇於6月21日實行防疫措施下在大廈外的空地重設現場觀眾，在此之前共有20集取消了相關安排。後來由於疫情反覆，節目於上半年季度的最後一集（7月19日）再次取消現場觀眾安排，但仍維持戶外直播。

## 停播
按慣例，《城市論壇》在每年七、八月暑假期間休息近兩個月，至九月才恢復播放。2021年9月4日，港台沒有按照慣例，於暑假完結後恢復播放《城市論壇》，香港電台回應指節目播放安排及員工調配屬港台內部編輯事宜，不作個別評論。指出根據香港電台約章，港台編輯自主。而《城市論壇》在2021年暑假休息前，在7月18日播出的一集，主題為「餐廳走塑 自攜為環保 多行一步 你我同做到」，成為此節目的最後一集。

## 舉行地點
- 維多利亞公園音樂亭（主要地點）
- 摩士公園露天劇場

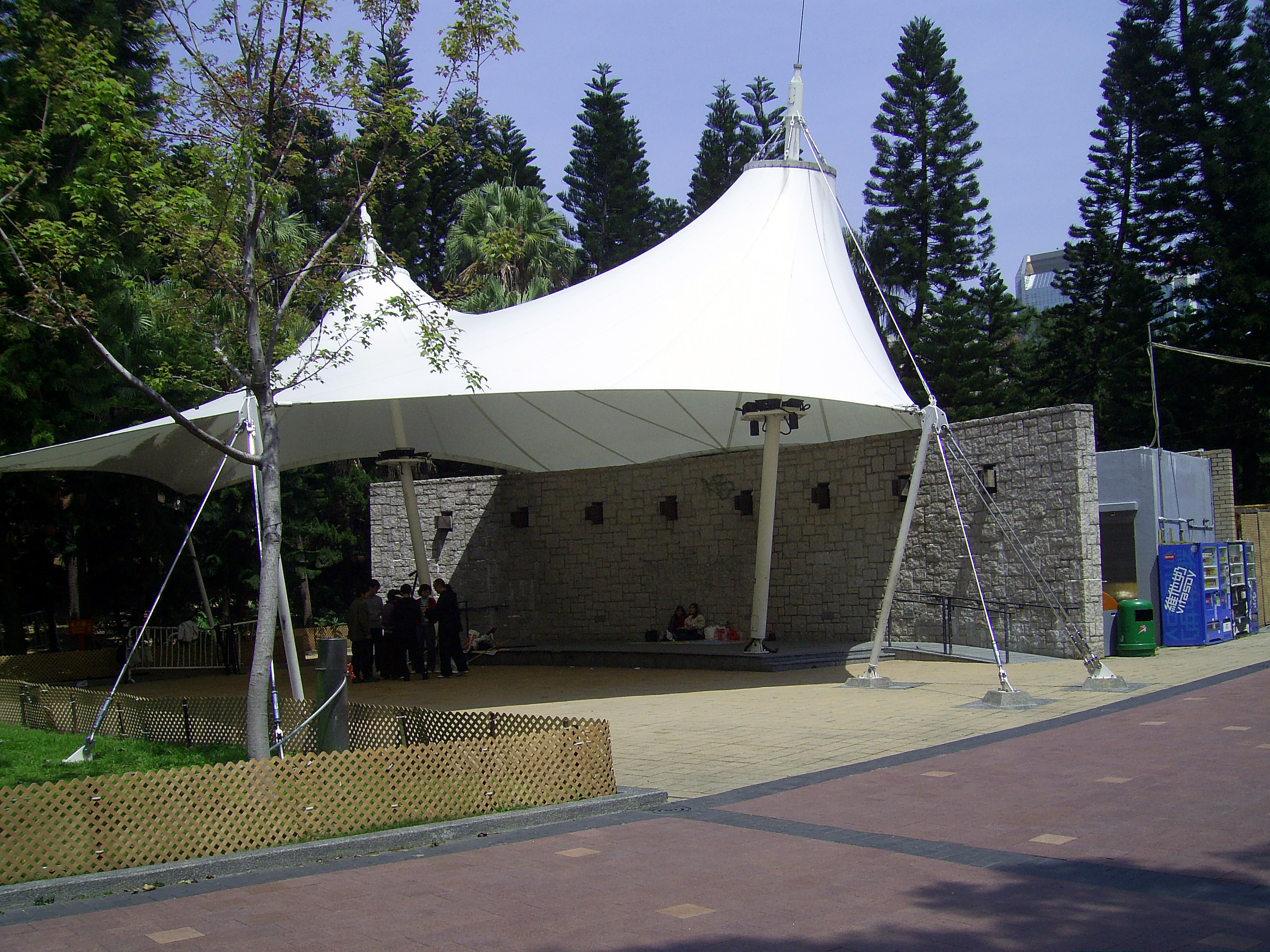
城市論壇通常會在維多利亞公園音樂亭舉行

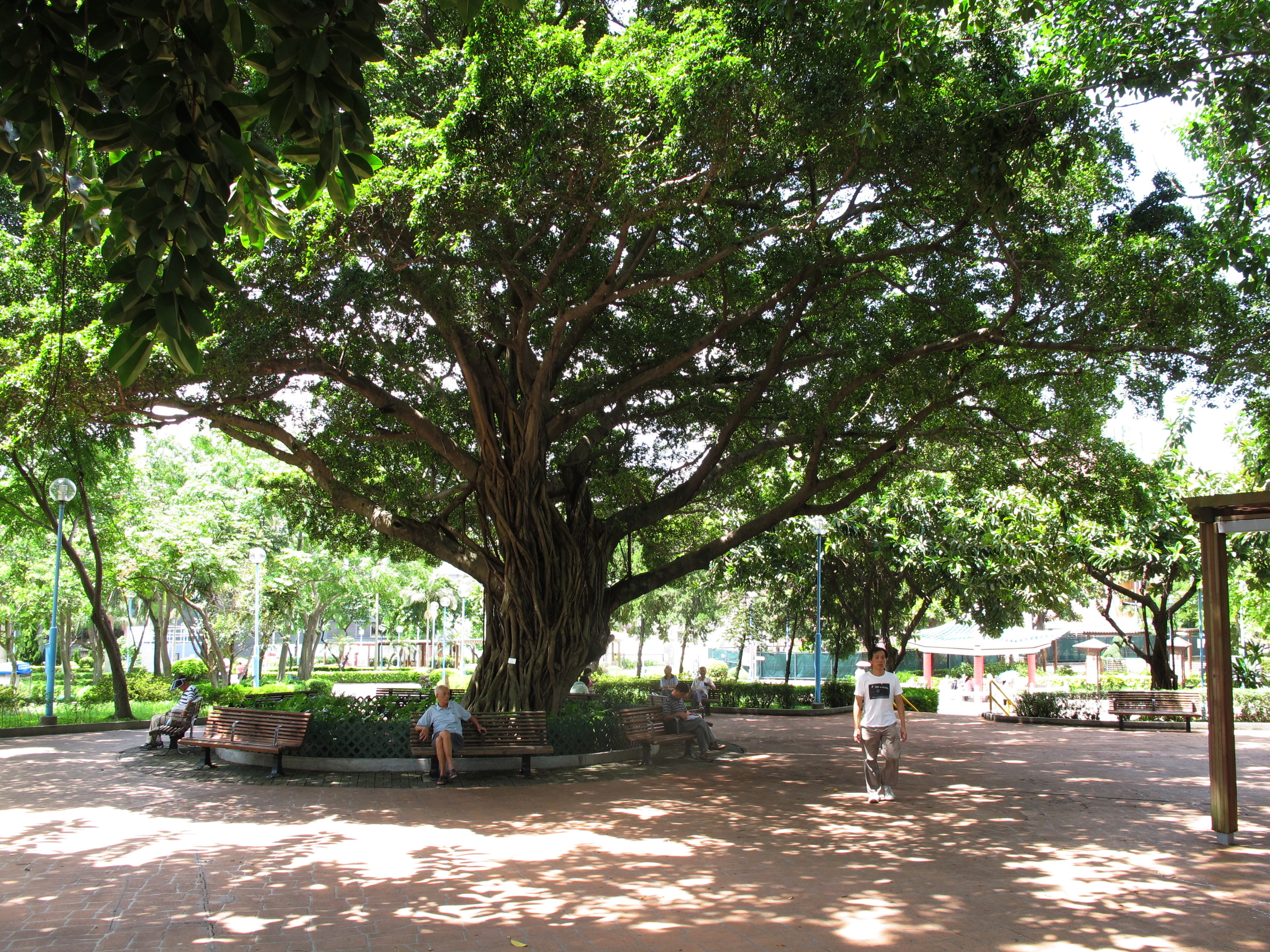
城市論壇亦會間中在圖中的賈炳達道公園舉行

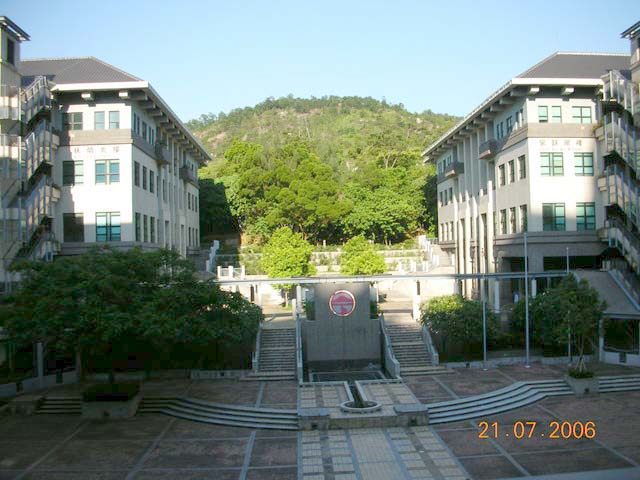
2011年1月23日的城市論壇於嶺南大學永安廣場舉行

- 九龍城賈炳達道公園（次要地點，大約每年12月中、1月中及3月，2008年7月6日、7月13日、7月20日及7月27日，2009年1月25日、2月8日、9月28日及12月6日，一般在當維園有大型活動舉行時如年宵市場、工展會、花展等會移至此舉行）3
- 灣仔金紫荊廣場
- 沙田公園
- 香港公園奧林匹克廣場
- 尖東百週年紀念公園
- 皇后碼頭（2007年7月29日）
- 元朗天水圍天耀邨（2007年10月21日）
- 九龍城馬頭角公眾碼頭（2007年10月28日）
- 中環9號碼頭（2007年11月4日）
- 沙田排頭街停車場（2007年11月11日）
- 中環遮打道行人專區（2007年11月25日、12月30日及2008年9月14日）
- 鴨脷洲海濱長廊（鴨脷洲公園側）（2007年12月23日）
- 尖沙咀香港文化中心露天廣場（2008年2月17日、3月9日、3月23日、4月27日及8月31日）
- 香港城市大學大學廣場（2009年5月24日）
- 基督教正生書院（2009年6月21日、2013年7月14日）
- 香港中文大學大學站附近的廣場（2010年6月6日）
- 香港科技大學正門廣場（2011年2月13日）
- 香港中文大學百萬大道（2014年9月21日）
- 灣仔香港會議展覽中心（2017年3月26日）
- 政府總部東翼前地「公民廣場」（2018年1月7日）
- 中環10號碼頭（2018年10月14日）
- 香港電台廣播大廈停車場（2019年3月10日、5月5日、8月4日）
- 香港電台電視大廈錄影廠（每逢天文台發出三號熱帶氣旋警告信號或暴雨警告信號時，如天文台發出八號或以上熱帶氣旋警告信號則會取消該集節目。另外，2020年至2021年2019冠狀病毒病疫情期間節目節目移至此舉行，至節目停播）

## 播映時間
《城市論壇》每年除了八、九月期間小歇之外均在每個星期日的中午時份舉行。

### 現時直播及轉播安排
| 直播電視頻道             | 播放時間            |
| ------------------------ | ------------------- |
| 港台電視31               | 逢星期日12:00-13:00 |
| 社交網絡直播             | 播放時間            |
| 《城市論壇》Facebook專頁 | 逢星期日12:00-13:00 |
| 香港電台YouTube頻道      | 逢星期日12:00-13:00 |
| 轉播電台頻道             | 播放時間            |
| 香港電台第一台           | 逢星期日17:00-18:00 |
| 轉播電視頻道             | 播放時間            |
| 港台電視31               | 逢星期一00:00-01:00 |

- 每逢農曆新年時，若星期日為年初一至三，本節目會暫停播映一次，但在2017年1月29日年初二，本節目則如常播映。
- 在1986至1993年期間，於秋冬之際會舉行「龍騰虎步上獅山」（一個由香港電台協辦、政務總署主辦，在慈雲山邨舉行的競步比賽)活動，當日則為改為直播該活動，而節目就暫停播映。
- 由節目啟播至2013年期間每年11月第3或第4個星期日，本節目因翡翠台直播澳門格蘭披治大賽車而暫停播映，香港電台第一台改播《台長熱線》。而2014年開始，會如常播映，但只在港台電視31播出，而翡翠台不會播出。
- 本節目曾於Now直播台、Now財經台及有線直播新聞台轉播，及後取消。
- 2006年5月7日起，在香港電台第一台、香港電台官方網站及無綫電視翡翠台同步直播。
- 2010年5月23日起，《城市論壇》節目改用16:9格式製作。
- 2010年11月7日起，增加播放時間10分鐘，由12:05-12:50改為12:05-13:00。
- 2014年9月7日起，節目改以高清製作。
- 2016年9月18日起，翡翠台不再轉播《城市論壇》，節目改為只在港台電視31和31A直播。同時香港電台第一台不再轉播，改為於傍晚錄播。
- 2016年9月25日起，本節目同時透過《城市論壇》Facebook專頁足本直播，且在港台電視31和31A廣告時段仍會直播現場情況。
- 隨著香港模擬電視服務於2020年12月1日起終止，港台電視31A亦因此停播，至此在電視頻道中本節目只在港台電視31直播。

### 節目調動
- 2007年3月25日：由於翡翠台直播《2007行政長官選舉》，當日本節目改為13:15-14:05播出。
- 2009年12月6日及13日：由於翡翠台直播2009年東亞運動會赛事，當日本節目改由高清翡翠台直播。
- 2012年3月25日：由於翡翠台直播《2012特首選舉》，當日本節目暫停播映。
- 2012年6月24日：由於翡翠台臨時插播《特別新聞報道》以直播神舟九號與天宮一號對接，當日本節目在翡翠台播出期間曾中斷近10分鐘，而港台網站直播不受影響。
- 2015年3月15日：由於翡翠台10:30-12:30直播李克強記者會，當日只在港台電視31播出。
- 2017年3月26日：因應當日舉行2017年行政長官選舉投票，當日本節目播出「行政長官選舉特輯」，並延至13:30結束。
- 2017年7月23日及10月15日：由於香港分別受熱帶風暴洛克及強颱風卡努吹襲，天文台發出八號烈風或暴風信號，當日本節目暫停播映。
- 2018年9月16日：由於香港受超強颱風山竹吹襲，天文台發出十號颶風信號，當日本節目暫停播映。
- 2021年2月14日及21日：因應早前有港台員工確診2019冠狀病毒病，部分同事須接受檢測，為保障出席者及相關工作人員健康，當日本節目暫停播映。

### 2016年無綫提出停播
《城市論壇》自1980年啟播以來均在翡翠台直播，唯自2016年9月18日起，翡翠台不再播映《城市論壇》並改為播映自製節目，節目改為只在港台電視31和31A直播。同時港台第一台不再直播，改為於傍晚錄播。
香港電台機構傳訊組總監伍曼儀確認此事，表示有關安排由無綫主動提出，但她相信港台有能力播放節目，不擔心觀眾會流失。《城市論壇》前主持謝志峰擔心因改動而引致觀眾銳減，「無人睇死得」。另一前主持人李錦洪亦指，其節目象徵意義和歷史價值是無可取代。認為港台電視普及性不及無綫，對無綫取消直播感可惜。

## 播映頻道

#### 現時播映頻道
- 港台電視31（2014年至2021年）

#### 已取消播映頻道
- 無綫電視翡翠台（1980年至2016年）
- 有線直播新聞台
- now財經台
- now直播台
- 港台電視31A（2016年至2020年）

## 歷任主持
- 陳開心
- 吳明林
- 吳靄儀
- 吳瑞卿
- 韋基舜
- 殷巧兒
- 毛孟靜
- 李鑾輝
- 香樹輝
- 李錦洪
- 梁家永（代主持）
- 區麗雅（代主持）
- 陳耀華（代主持）
- 陳景祥（代主持）
- 李小薇
- 謝志峰（2003年至2015年7月26日）[21]
- 蘇敬恆（2015年9月6日至2021年7月18日）

## 外部連結
- 香港電台官方網站 - 城市論壇 （页面存档备份，存于）
- 城市論壇的Facebook專頁
- 城市論壇30周年特備網站 （页面存档备份，存于）
- 香港電台電視部YouTube頻道《城市論壇》網上重溫 （页面存档备份，存于）

## 電視節目的變遷
| 香港 無綫電視翡翠台 星期日 11:55-12:50 時段 | 香港 無綫電視翡翠台 星期日 11:55-12:50 時段 | 香港 無綫電視翡翠台 星期日 11:55-12:50 時段 |
| ------------------------------------------- | ------------------------------------------- | ------------------------------------------- |
|                                             | 城市論壇（港台節目） （ - ）                |                                             |
| 不詳 （ - ）                                | —                                           |                                             |